# Paishi (köpinghuvudort i Kina, Hubei Sheng, lat 29,72, long 115,05)
Paishi är en köpinghuvudort i Kina. Den ligger i provinsen Hubei, i den centrala delen av landet, omkring 120 kilometer sydost om provinshuvudstaden Wuhan. Antalet invånare är 33 780. Befolkningen består av 16 320 kvinnor och 17 460 män. Barn under 15 år utgör 25,0 %, vuxna 15-64 år 67 %, och äldre över 65 år 7,0 %.
Runt Paishi är det tätbefolkat, med 308 invånare per kvadratkilometer. Närmaste större samhälle är Xingguo, 19,4 km nordost om Paishi. I omgivningarna runt Paishi växer i huvudsak blandskog.
Genomsnittlig årsnederbörd är 2 084 millimeter. Den regnigaste månaden är maj, med i genomsnitt 332 mm nederbörd, och den torraste är januari, med 56 mm nederbörd.